# Eschatologie islamique
L'eschatologie islamique est une composante de la théologie islamique qui étudie les croyances religieuses concernant la vie après la mort et la fin du monde. L'attente de la fin des temps est présente dans toutes les religions monothéistes et les récits musulmans reprendraient le principe des monothéismes juifs, chrétiens et zoroastriens.

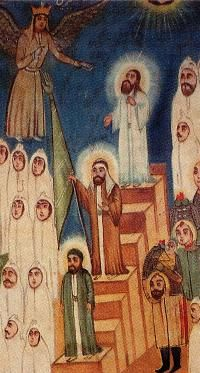
Retour de ʿĪsā pour le Jugement dernier. XIXe siècle. Musée d'Iran.

Pour l'islam, la croyance au Jour dernier est l'un des piliers de la foi, c'est un dogme essentiel. Cette croyance implique d'avoir foi aux signes qui précéderont l'Heure et annonceront son arrivée imminente. Un certain nombre de versets coraniques et de hadiths de Mahomet concernent les signes précurseurs de la fin des temps. Néanmoins, les signes annoncés qui ne sont pas cités par des hadiths ou par des versets coraniques peuvent être sujets de controverses entre les différents courants. La doctrine post-coranique énumère deux catégories de signes : les signes mineurs et les signes majeurs.

## Mise en place de l'eschatologie islamique
L'eschatologie islamique est fortement inspirée de l'eschatologie judéo-chrétienne (à la fin des temps, Jésus tue l'Antéchrist, les morts ressuscitent et sont jugés, chacun répond de ses actes devant Dieu et est récompensé au Paradis ou châtié en enfer...). Ces thèmes s'inscrivent dans la continuité du judaïsme et du christianisme et, par ces doctrines, possèdent un héritage du zoroastrisme. Ainsi, la géographie développant les thèmes du paradis et de l'enfer se développent, dans le judaïsme, à partir du II et du Ier siècle av. J.-C. Ces influences se retrouvent dans le Coran. L'eschatologie musulmane contient aussi des éléments provenant des ouvrages comme l’Apocalypse de Baruch et l’Apocalypse de Pierre. Van Reeth voit aussi, dans les v.87-90 de la sourate 27, un possible ajout tardif d'un texte poétique préislamique.
Le Coran et ses enseignements se veulent des avertissements pour les hommes. Ils décrivent les événements allant se produire et il est possible de considérer qu'ils ont globalement une visée eschatologique. Cependant, en raison de l'aspect fragmentaire des sourates, le Coran ne développe pas un système eschatologique complet et n'est pas explicite sur le devenir de l'âme entre la mort et le jour de la Résurrection. Les commentateurs musulmans ont recours aux hadiths pour détailler plus précisément ce qui se passera. En revanche, certains passages coraniques, tels que Q:40,45-46, peuvent être interprétés comme une évocation de ce qui se produit entre la mort et le Jour du Jugement. Cependant, pour Boisliveau, cette interprétation de ce passage est une interprétation probablement tardive et ces versets devaient évoquer à l'origine l'idée que les impies voient en rêve un avertissement de leurs tourments futurs, idée présente dans des textes syriaques et chez des commentateurs musulmans anciens. Cette vie intermédiaire se retrouve dans un hadith transmis par al-Tirmidhi (IIIe – IXe siècle).
Ainsi, "des hadîths et des récits populaires amplifient les événements apocalyptiques de la fin des temps cités dans le Coran et ajoutent des détails supplémentaires.". C'est dans ces récits, qui apparaissent au IXe siècle mais dont il n'existe pas de copie complète avant le XVIe siècle, et dans ces hadiths que sont distingués les signes majeurs et les signes mineurs. De ces textes provient le concept non-coranique d'un "châtiment du tombeau". Selon celui-ci, à la mort, deux anges viennent voir le défunt et l'interrogent sur ses actions, sa croyance et sa capacité à réciter le Coran. En fonction des réponses, ils peuvent lui apporter récompenses ou châtiments.

## Un jugement divin
L'islam met en avant "l'extrême importance du rôle des actions humaines dans le processus de salut de l'âme, à la fin des temps". Les actes humains sont liés, pour le Coran, à la foi et "les bonnes actions résultent de la vraie croyance en un Dieu unique". Ainsi, même si Dieu est le maître du destin, l'homme porte la responsabilité de son salut. D'après la croyance musulmane, deux anges enregistrent les actions de chacun en vue du jugement. Cette responsabilité de l'homme est accrue par le fait que selon Q:7;172, tous les hommes ont attesté avant leur naissance de la souveraineté de Dieu. Pour l'islam, l'éthique est indissociable de la foi et l'appartenance à celle-ci sera jugée. Pour le Coran, le jugement est le signe de la justice et de la bonté divine. En effet, selon Q:6;32, la vie future est meilleure que la vie terrestre. Les prophètes sont, pour l'islam, des annonciateurs de ce jugement.
Il est une obligation de foi que de croire, pour les musulmans, en la determination par Dieu dans un décret (qadâ’) de la destinée de l'homme. "Quelques hadîths affirment que Dieu envoie un ange dans le sein maternel et inscrit sur le front de l’enfant son avenir." Cette notion de prédestination a fait l'objet de débats entre plusieurs courants de l'islam. Pour la théologie musulmane, la responsabilité de l'homme s'inscrit donc dans les limites du décret divin.
Ainsi, le jugement final constitue une évaluation objective de la foi et des œuvres humaines, prenant en compte non seulement les actes, mais aussi l’intention sous-jacente et la sincérité de la croyance en Dieu. Ce cadre théologique met en évidence l’équilibre entre la justice divine et la miséricorde, avec la promesse d’une vie éternelle qui, pour les croyants, transcende largement les réalités de l’existence terrestre.

## L'eschatologie dans l'islam

### La fin des temps
Pour l'eschatologie coranique, trois évènements caractérisent la fin des temps : « l'anéantissement (fanâ) de toutes les créatures, la résurrection des morts (qiyâma) et le rassemblement (hashr) en vue du jugement final ». Des signes précédent ces événements et annoncent sa venue. Parmi ceux-ci se trouvent le décrochement du soleil, le scindement de la lune... D'autres signes sont l'arrivée de Gog et Magog ou le retour du Christ. Plusieurs versets mettent en avant la rapidité de ces évènements. Après le jugement, les hommes seront condamnés à l'enfer ou accéderont au paradis. Le Coran utilise le terme de « l'Heure » pour désigner ce moment qui arrive et qui marque la fin du monde.
De nombreux hadiths soulignent le fait que Mahomet voyait cette fin des temps comme imminente. À de nombreuses reprises, cette imminence est aussi évoquée dans le Coran. En effet, celui-ci appartient à une histoire et une géographie marquées par cette pensée apocalyptique. Toutes les traditions religieuses du Proche-Orient au VIIe siècle sont marquées par des attentes apocalyptiques liées, en partie, au contexte historique trouble. Ces passages semblant être les plus anciens du Coran, Shoemaker considère que cette fin des temps n'ayant pas eu lieu, celle-ci aurait été occultée par le pouvoir califal. L'absence de l'annonce du Messie dans le Coran, à la différence des hadiths, étonne ainsi plusieurs chercheurs qui y voient des remaniements tardifs du texte coranique. Ce messie était identifié à Jésus par les premiers musulmans.
La tradition islamique met en avant une donnée absente du Coran, celle de venue de Dajjal, « personnage diabolique » et signe de la fin des temps. Son nom, d'origine syriaque, signifie « Menteur » ou « Imposteur ». Il est identifié par la tradition à la bête évoquée en Q27:82 et dérivant des textes bibliques. Selon Malek Chebel, ce sont seulement certains exégètes qui identifient l'antéchrist à la bête tandis qu'Azmoudeh généralise cette association à la tradition islamique. D'autres encore le confondent avec Satan («Iblis »). Ce personnage ignoble et perfide est présenté avec insistance comme étant borgne « alors que votre Seigneur, lui, n’est pas borgne » et doit ainsi apparaître juché sur un âne blanc à la tête de l'armée d'« ennemis des imams » à partir d'une terre d'Orient appelée Khorassan pour répandre l'iniquité et la tyrannie sur le monde durant quarante jours (ou quarante ans). Il sera combattu par Jésus et par le Mahdi. Le mahdi est une personnalité qui a toujours occupé une place prépondérante dans la pensée apocalyptique musulmane.
Certaines traditions identifient le Mahdi au Christ lors de son retour à la fin des temps. La seule mention coranique d'un retour d'ʿĪsā se trouve dans la sourate XLIII. Celle-ci fait l'objet de plusieurs lectures. Pour Pons et Hilali, Jésus juge le monde à la fin des temps. Cette tradition est particulièrement présente dans le corpus des hadiths. Les traditions racontent un retour par le jardin des oliviers ou, pour une tradition plus tardive, en atterrissant sur la mosquée de Damas. Pour Reynolds, selon une tradition du début de l'islam, Jésus remettra alors l'islam en place et luttera contre les chrétiens et les juifs. Pour ces traditions, « il tuera les porcs, brisera la croix, détruira les synagogues et les églises, et tuera les Chrétiens sauf ceux qui croiront en lui ».
Ces signes sont suivis de la résurrection collective des morts, perçue comme une nouvelle création. Celle-ci a lieu en vue du rassemblement pour le jugement. Les hommes sont alors rassemblés sur une grande place derrière leurs prophètes respectifs. Plusieurs descriptions différentes du jugements sont faites par les commentateurs. "Mais rien n’est dit dans le Coran sur l’effectuation de cette opération. On trouve seulement des versets qui parlent de « ceux dont les œuvres seront lourdes » comme de « ceux dont les œuvres seront légères » (Cor. VII, 8-9).

### L'eschatologie chez les chiites
La figure de l'imam joue un rôle central dans l'eschatologie chiite. Le messianisme imamite se réfère incessamment au douzième et dernier imam, l'imam caché et le sauveur eschatologique. La figure de ce dernier, son occultation, sa mission sotériologique, sa manifestation à la fin du temps ou encore la situation du monde lors de cet avènement constituent les sujets principaux de l'immense littérature messianique et eschatologique imamite au point que les données classiques telle que la description du tribunal final de la résurrection, le sort des élus au Paradis ou celui des damnés en Enfer paraissent en comparaison extrêmement minces et secondaires. La première grande source de cette littérature serait le Kitâb al-ghayba de Abû 'Abdellah Muhammed An-Nu'mâni.
Par ailleurs, bon nombre de traditions eschatologiques ont un accent anti-arabe prononcé, sans doute parce que, selon la vision imamite, les vrais responsables de la décadence de la religion, depuis l'écartement de Ali jusqu'à la persécution et l'assassinat des imams et de leurs fidèles, étaient des musulmans arabes. « Malheur aux Arabes » ; « Malheur aux Arabes du Mal qui s'approche » ; « Il n'y aura entre le Qâ'im et les Arabes que le glaive ».

## Importance de l'eschatologie pour l'islam
L'eschatologie est un thème extrêmement important dans les écrits musulmans. Cela s'observe dès le Coran qui voit plus d'un millier de verset lui être consacrée. La conception musulmane de l'Heure se caractérise par son inéluctabilité et son immuabilité. "Cette image structure assez profondément la chronologie subconsciente du temps islamique en lui donnant une amplitude théoriquement limitée, finie. Temps, résurrection et jugement en sont les principaux axes sur lesquels se fonde ladite chronologie : le temps donne la perspective, la résurrection en augure de la dimension virtuelle et le jugement clôt la dynamique par un acte suspensif final et non réversible.".
"O’Shaughnessy, en critiquant les commentateurs du Coran, pense que ces détails eschatologiques ne doivent pas être interprétés littéralement ; ils tendent plutôt à faire comprendre l’intervention divine ici-bas et dans l’au-delà.".